# Scelotrichia alata
Scelotrichia alata is een schietmot uit de familie Hydroptilidae. De soort komt voor in het Oriëntaals gebied.